# 埼玉県立春日部東高等学校
埼玉県立春日部東高等学校（さいたまけんりつかすかべひがしこうとうがっこう）は、埼玉県春日部市樋籠にある公立の高等学校である。

## 概要
1977年（昭和52年）に開校した埼玉県立の男女共学校で、市内では少ない（当校を含めて2校だけ）普通科のある県立の共学校である。又、県内高校で唯一の学科である「人文科」を設置している。
- 1977年4月1日 - 埼玉県立春日部東高等学校開設。
- 1977年6月4日 - 開校記念日
- 1979年2月1日 - 校歌制定
- 1994年4月1日 - 人文科開設
- 1997年〜2000年 - 文部科学省から「総合的な学習の時間」の研究開発校に選ばれる
- 2002年 - 3学期制から2学期制になる
- 2003年 - 65分授業の導入
- 2006年 - 文部科学省から「学力向上拠点形成事業推進校」に選ばれる
- 2010年 - 人文科が2クラスから1クラス、普通科が7クラスから8クラスに変更される（2010年度入学生から）
- 2010年3月26日 - 第2グラウンド拡張工事完了（野球グラウンド・ハンドボールコート1面完成）
- 2011年 - 2学期制から3学期制になる，「65分×5限」から「55分×6限」になる，校則が一部変更（女子スカート丈の規定長さが短くなる）
- 2016年2月21日 - 体育館大規模改修工事完了

## カリキュラム
- 普通科

普通科は、2年次から進路希望にそって、文系コースと理系コースに分かれる。人数によっては、3年次に国公立大学進学クラスが編成されることもある。
- 人文科

人文科は、文系の勉強に適性のある生徒を対象にした私立文系特別進学のための学科である。1年次は、普通科とほぼ共通した教養科目を履修し、2年次から、文系の専門科目を履修する。専門科目は、各自の志望や興味・関心、習熟度に合わせて科目を選択できるようになっている。受験対応の授業をはじめ、各自のテーマで論文を作成する「キャリアデザイン」、「古典文学研究」、「国際関係」、「世界文化史」など大学での学問・研究の入門的な授業や少人数授業、論文作成なども多く取り入れている。

## 学校行事
1年次の東京遠足、2年次の沖縄方面の修学旅行、３年次の東京ディズニーリゾートの遠足などがある。また、人文科の希望者は2年次の夏季休暇にオーストラリアでの海外研修に参加することができる。人文科で欠員が出た場合は普通科の希望者も参加することができる。以前は、中国研修旅行を実施し中国の高校生との友好を深めていたが、反日デモの影響から、2006年からの3年間は、限定的に行き先をオーストラリアに変更され、2009年以降も継続してオーストラリアでの研修になっている。

## 校風
- 男子の比率が高い。

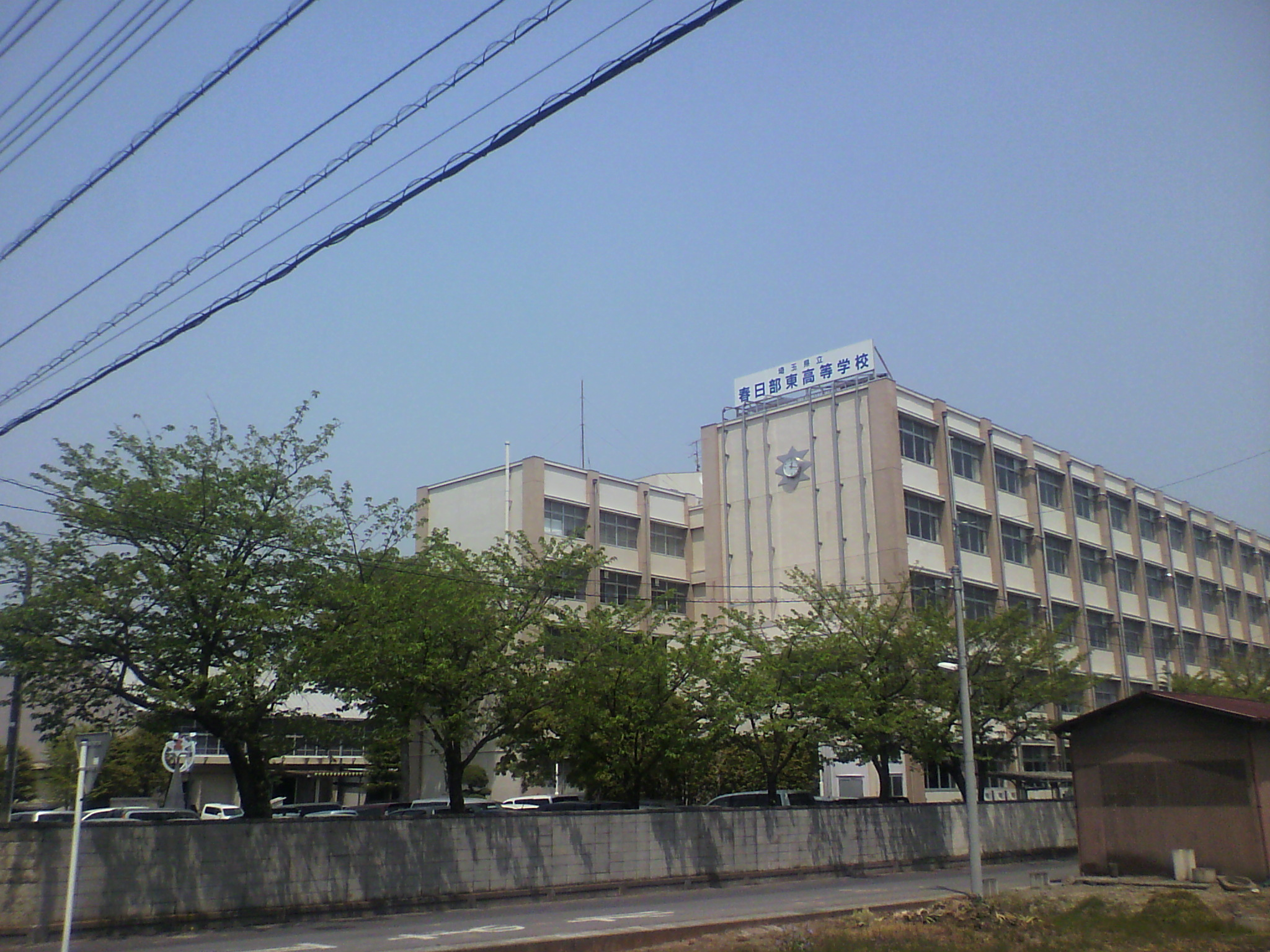
通学路より校舎を臨む

- 制服は上下とも紺のブレザーまたは黒の学ラン。
- 過去に交通事故により死亡した生徒がいることから、年に数回交通安全教育を実施し、各生徒に安全のしおりが配布される。

## 部活動
部活動では、主に陸上競技部が活躍している。関東大会以上の大会出場が決まると、全校生徒による壮行会が行われる。

ソフトテニス部があるものの、硬式テニス部はない。校内にプールがないため、水泳部・水球部もない。
- 陸上競技部

創部から36年間で、関東大会に35回連続出場、全国大会に32回出場している強豪。インターハイ、国民体育大会、日本ジュニア、日本ユース選手権などの全国大会で多数入賞し、4名の全国優勝者を輩出している。部員数は100名を超える。
- 野球部

甲子園出場経験はないものの、2001年の第83回全国高校野球選手権埼玉大会では決勝で花咲徳栄に1-0で敗れ、準優勝となった。2009年の第91回埼玉大会ではベスト4に進出した。2006年と2012年に春季関東地区高校野球大会に出場したが、いずれも1回戦敗退となった。
部員数は80〜90名で、陸上競技部に次ぐ多さとなっている。2010年に校舎から徒歩約3分の場所に第2グラウンドが完成し、投球練習スペースのブルペンも整備された。

## 進学状況
卒業後、ほぼ全員が4年制大学への進学を希望している。2006年には、開校以来初の東京大学合格者があった。例年、国公立大学には20名前後合格している。また私立大学では、早稲田大学・慶應義塾大学・上智大学に毎年10名前後合格している。他の私立大学では明治大学、法政大学、学習院大学の合格者が多い。2016年度は早稲田大学の合格者が県内公立高校の中では多かった。また2017年度は國學院大学の合格者が際立って多かった。さらに理系では東京理科大学や芝浦工業大学へ合格している。

## 著名な出身者
- 川内優輝(兄) - マラソン
- 川内鮮輝(弟) - 地方公務員
- 加藤翔平 - 野球
- 大輪教授 - お笑い芸人、放送作家
- 金丸将大 - バレーボール

## 最寄駅
- 春日部駅東口より朝日自動車で「東高校入口」バス停下車、徒歩3分。
- 藤の牛島駅より徒歩約25分。